# Swartzia
Swartzia es un género de plantas con flores con unas 200 especies perteneciente a la familia Fabaceae.
No debe ser confundido con Swartsia J.F.Gmel. que es una sinonimia del género Solandra Sw.

## Especies seleccionadas
- Swartzia acutifolia Cowan
- Swartzia amazonica S.Moore
- Swartzia amplifolia  Harms
- Swartzia amshoffiana Cowan
- Swartzia anomala Cowan
- Swartzia apetala Amshoff
- Swartzia madascariensis

```
     Swartzia polipytilla
     Swartzia tomentosa
```

## Sinonimia
- Fairchildia Britton et Rose
- Possira Aubl.
- Riveria Kunth
- Tounatea Aubl.